# Viqualina
Viqualina (DCI); código de desenvolvimento: PK-5078) é um antidepressivo e ansiolítico que nunca foi comercializado. Atua como um inibidor seletivo da recaptação de serotonina  e agente de liberação de serotonina potente. Além disso, a viqualina desloca o diazepam do receptor GABAA, produzindo efeitos semelhantes ao dos benzodiazepínicos, de modo que também é um modulador alostérico positivo (agonista alostérico) do sítio benzodiazepínico no receptor GABAA. A droga é objeto de pesquisa principalmente como um tratamento em potencial para o alcoolismo.